# 陳談
陳談（1480年11月3日—1523年），字允默，號鹤峰，福建長樂人，民籍。

## 生平
弘治十四年（1501年）辛酉科福建鄉試第四十七名舉人，正德三年（1508年）中式戊辰科會試第一百四十三名，第三甲第一百五十三名進士。历官刑部郎中，正德十四年明武宗南巡，与同僚上谏，被廷杖濒死。出为兖州府知府，嘉靖初以病告归，卒于途中。

## 家族
曾祖陳植。祖陳宏炜。父陈德隆，历浦江、曹县、上海、新建四县教谕。前母林氏；母丁氏；继母郭氏。具庆下。
兄陈让，字允恭，弘治乙卯科舉人，授石城知縣，以廉明稱，三載報政，值劉瑾竊權，遂弃官歸；陳諤、陳謹（府同知）、陳謨。弟陳鑾（署教諭舉人）；陳讃，字允扬，嘉靖癸未进士，历兵部郎中、湖州府知府，擢贵州兵备副使，致仕归；陳諧。子陳豪，嘉靖壬辰进士。